# 基亚
基亚，又译奇亚（Kiya），是古埃及第十八王朝埃赫那吞众多的妻子之一，其不寻常的名字显示她可能是一位米坦尼公主。她在埃赫那吞死前几年在历史上消失。以往，基亚被认为是图坦卡蒙的母亲，而近年的DNA证据显示这可能性很低。

## 家庭

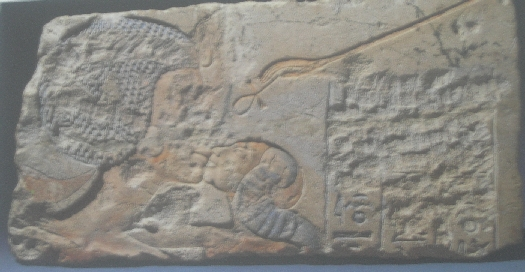
基亚与女儿的浮雕

考古学家认为基亚是图坦卡蒙的母亲，但还仍然无法确定，因为考古学家没有基亚的DNA样本，她也有一个不知名的女儿，可能是巴凱特阿頓。

## 遭耻辱，还是死亡？？
基亚在阿肯那顿统治的最后三年从历史上消失。其名字和图像从纪念碑上除去，并被阿肯那顿的女儿所替代。基亚消失的实际年份不得而知，而最近的研究提出她可能是阿肯那顿统治的第11或12，至16年。 基亚名字的最后确认年份实例为提到阿肯那顿统治第11年的阿玛纳时期的酒案，这表明了基亚的状态在那一年增加了一年份。无论是死了，被流放，还是遭受不幸，埃及学家经常将基亚名字的消失是受到耻辱的征兆。
各种场景进一步解释了基亚的消失。更有甚者提出她是图坦卡蒙的母亲，Nicholas Reeves写道：“基亚在娜芙蒂蒂发起的政变中失宠的可能性没有超出范围。”也有理论认为基亚是米坦尼公主塔杜刻赫帕，Marc Gabolde认为她是埃及和米坦尼之间联盟恶化的代价，并被送回米坦尼。

## 埋葬

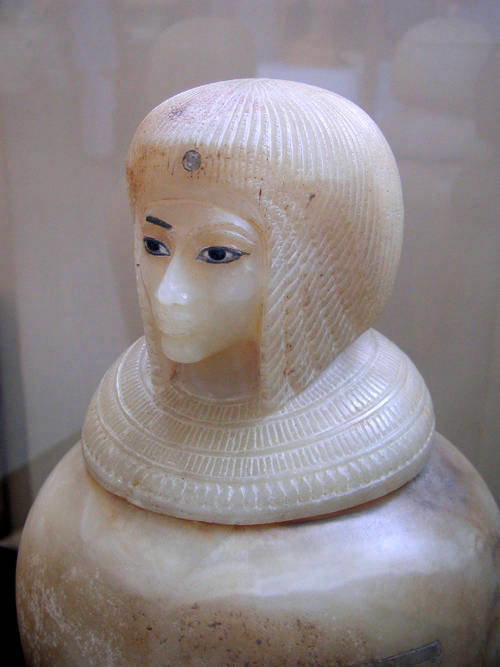
基亚的卡诺匹斯罐，现藏开罗博物馆

之前有人推测在KV35发现的年轻女士木乃伊是基亚。据乔安·弗莱彻（认为该木乃伊为娜芙蒂蒂的埃及学家）所说，在该木乃伊旁边发现了努比亚发型的假发。这种假发与基亚有所关联。
2010年2月的DNA测试结果显示年轻女士为图坦卡蒙的母亲，阿肯那顿的妻子。但结果也表明了她是阿肯那顿同胞姐妹，皆为阿蒙霍特普三世和泰伊的子女。而这正好降低了这具木乃伊是基亚的可能性，因为没有任何证据显示基亚有“神（法老）的女儿”的头衔。这也因此降低了年轻女士是娜芙蒂蒂的可能性。